# U-519
U-519 — большая океанская немецкая подводная лодка типа IX-C, времён Второй мировой войны.
Заказ на постройку лодки был отдан судостроительной компании «Дойче Верке» в Гамбурге 14 февраля 1940 года. Лодка была заложена 23 июня 1941 года под строительным номером 334, спущена на воду 12 февраля 1942 года, 7 мая 1942 года под командованием капитан-лейтенанта Гюнтера Эппена вошла в состав учебной 4-й флотилии. 1 ноября 1942 года вошла в состав 2-й флотилии.
Лодка совершила 2 боевых похода, успехов не достигла.
31 января 1943 года от неё было получено последнее сообщение. Лодка пропала в Бискайском заливе с 50 членами экипажа и её судьба неизвестна до сих пор. До июня 1996 года считалось, что U-519 потоплена к юго-западу от Ирландии американским «Либерейтором». На самом деле там атаке подверглась U-752, получившая тогда незначительные повреждения.